# Флёри (Эна)
Флёри́ (фр. Fleury) — коммуна во Франции, находится в регионе Пикардия. Департамент коммуны — Эна. Входит в состав кантона Вилле-Котре. Округ коммуны — Суассон.
Код INSEE коммуны — 02316.

## Население
Население коммуны на 2010 год составляло 129 человек.
| 1962 | 1968 | 1975 | 1982 | 1990 | 1999 | 2010 |
| ---- | ---- | ---- | ---- | ---- | ---- | ---- |
| 95   | 85   | 99   | 138  | 128  | 148  | 129  |

## Экономика
В 2010 году среди 91 человека трудоспособного возраста (15—64 лет) 54 были экономически активными, 37 — неактивными (показатель активности — 59,3 %, в 1999 году было 76,6 %). Из 54 активных жителей работали 49 человек (26 мужчин и 23 женщины), безработных было 5 (3 мужчин и 2 женщины). Среди 37 неактивных 13 человек были учениками или студентами, 17 — пенсионерами, 7 были неактивными по другим причинам.